# Itoplectis multicolor
Itoplectis multicolor là một loài tò vò trong họ Ichneumonidae.